# Communauté de communes de Rohrbach-lès-Bitche
La communauté de communes de Rohrbach-lès-Bitche est une ancienne communauté de communes française, qui était située dans le département de la Moselle en région Grand Est.

## Histoire
La communauté de communes de Rohrbach-lès-Bitche a été créée le 1er janvier 1994, par arrêté préfectoral du 30 décembre 1993, et remplace le SIVOM de Rohrbach-lès-Bitche.
En application de la loi NOTRe, la communauté de communes de Rohrbach-lès-Bitche est supprimée le 1er janvier 2017. Ses communes font depuis lors partie de la communauté de communes du Pays de Bitche.

## Composition
Elle regroupait 9 communes du canton de Rohrbach-lès-Bitche puis de Bitche :
| Nom                         | Code Insee | Gentilé              | Superficie (km2) | Population (dernière pop. légale) | Densité (hab./km2) |
| --------------------------- | ---------- | -------------------- | ---------------- | --------------------------------- | ------------------ |
| Rohrbach-lès-Bitche (siège) | 57589      | Rohrbachois          | 13,28            | 2 152 (2014)                      | 162                |
| Achen                       | 57006      | Achenois             | 12,12            | 999 (2014)                        | 82                 |
| Bettviller                  | 57074      | Bettvillerois        | 18,41            | 840 (2014)                        | 46                 |
| Bining                      | 57083      | Biningeois           | 15,91            | 1 152 (2014)                      | 72                 |
| Etting                      | 57201      | Ettingeois           | 7,06             | 775 (2014)                        | 110                |
| Gros-Réderching             | 57261      | Gros-Réderchingeois  | 15,73            | 1 319 (2014)                      | 84                 |
| Petit-Réderching            | 57535      | Petit-Réderchingeois | 11,00            | 1 513 (2014)                      | 138                |
| Rahling                     | 57561      | Rahlingeois          | 21,30            | 788 (2014)                        | 37                 |
| Schmittviller               | 57636      | Schmittvillerois     | 2,33             | 339 (2014)                        | 145                |

## Administration
Le Conseil communautaire était composé de 26 délégués.
| Période                                  | Période        | Identité        | Étiquette | Qualité                                |
| ---------------------------------------- | -------------- | --------------- | --------- | -------------------------------------- |
| Les données manquantes sont à compléter. |                |                 |           |                                        |
|                                          | 15 avril 2014  | Hubert Hoffmann |           | Maire d'Etting (1995-2014)             |
| 15 avril 2014                            | 1 janvier 2017 | Norbert Dor     |           | Maire de Gros-Réderching (depuis 2001) |